# Condado de las Posadas
El condado de las Posadas es un título nobiliario español creado el 28 de enero de 1629 por el rey Felipe IV a favor de Francisco Antonio Fernández de Córdoba y Riederer de Paar, caballero de la Orden de Santiago.
Su nombre se refiere al municipio andaluz de Posadas, en la provincia de Córdoba, que era señorío de la familia Fernández de Córdoba desde la Edad Media, así como el de Guadalcázar. El marquesado de Guadalcázar y el condado de Las Posadas estuvieron unidos hasta fallecer sin sucesión la X condesa: siguiendo distintas normas de sucesión creadas en los señoríos (mayorazgos) originales, Guadalcázar paso a un sucesor del penúltimo marqués y Las Posadas a un sucesor del primero.

## Condes de las Posadas
- Francisco Antonio Fernández de Córdoba y Riederer de Paar (m. 9 de mayo de 1650), I conde de las Posadas,[1] II marqués de Guadalcázar, señor de Huétor de Santillán. Era hijo de hijo de Diego Fernández de Córdoba, I marqués de Guadalcázar, y de su esposa Mariana Riederer de Paar y Ahaim.[2]

Casó con Luisa de Benavides y Bazán. Sucedió su hijo:
- Diego Fernández de Córdoba y Benavides (m. 1630), II conde de las Posadas.[2] [a]

No sucedió en el marquesado de Guadalcázar porque falleció antes que su padre, sin descendencia. Sucedió su hermana:
- María de la O Fernández de Córdoba y Benavides (m. 3 de noviembre de 1654), III condesa de las Posadas y III marquesa de Guadalcázar.[3]

Le sucedió su hermana:
- Ana Fernández de Córdoba y Benavides (m. 9 de mayo de 1656), IV condesa de las Posadas[2] y IV marquesa de Guadalcázar.[3]

Sin descendencia, sucedió su tía:
- Mariana Fernández de Córdoba y Riederer de Paar (m. 15 de junio de 1660), V condesa de las Posadas[4][1] y V marquesa de Guadalcázar.[3]

Casó con Francisco Fernández de Córdoba-Rojas y de la Cueva, I conde de Casa Palma. Sucedió su hijo:
- José Diego Fernández de Córdoba y Fernández de Córdoba,  VI conde de las Posadas,[1][5] II conde de Casa Palma, señor de Guadalmena y alférez mayor de Málaga.[6]

Casó con Leonor de Zapata y Silva. Sucedió su hija:
- Francisca María Fernández de Córdoba y Zapata (m. 1680), VII condesa de las Posadas[1] y III condesa de Casa Palma.[6]

Contrajo matrimonio, siendo su primera esposa, con Félix María Fernández de Córdoba, XII conde de Cabra. Sucedió su hija:
- Francisca María Manuela Fernández de Córdoba (Madrid, 21 de julio de 1679-Madrid, 30 de marzo de 1722), VIII condesa de las Posadas[1] y IV condesa de Casa Palma.[7]

Sucedió su nieto, hijo de María Leonor López de Ayala Velasco y Fernández de Córdoba (m. 1745), IX condesa de Barajas y VII marquesa de Alameda y de su esposo, Manuel Centurión y Arias-Dávila Messía Pacheco, VI marqués de Estepa, VII  marqués de Laula, VII marqués de Vivola, VIII marqués de Monte de Vay y V marqués de Armunia:
- Juan Bautista Centurión y Velasco  (también llamado Juan Centurión Arias Dávila) (12 de noviembre de 1718-10 de diciembre de 1785), IX conde de las Posadas,[1][8] X conde de Puñonrostro,[9] X conde de Elda,[10] VII marqués de Estepa,[11] IX conde de Barajas,[12] XIII conde de Fuensalida,[13] cinco veces grande de España, VIII marqués de Laula,  VII marqués de Monte de Vay, VII marqués de Vivola,[14] X conde de Anna, VII conde de Colmenar de Oreja, VII conde de Casa Palma, VI marqués de Armunia, VIII marqués de Alameda, IV marqués de Casasola y VII marqués de Noguera.[8]

Casó en primeras nupcias con María Luisa Centurión Arias Dávila y en segundas, en 1773, con Mariana de Urries Pignatelli, hija del I marqués de Ayerbe. Sin descendencia, le sucedió su hermana:
- María Luisa Centurión y Velasco (m. 22 de enero de 1799), X condesa de las Posadas,[1][8] XI condesa de Puñonrostro,[9] XI condesa de Elda,[10] X condesa de Barajas,[12] VIII marquesa de Estepa,[11] XIV condesa de Fuensalida,[13] cinco veces grande de España, IX marquesa de Laula, VIII marquesa de Monte de Vay, VIII marquesas de Vivola, VIII condesa de Casa Palma, X condesa de Anna, VIII marquesa de Bedmar (por sucesión a su marido), marquesa de Casasola  marquesa de Noguera, etc.

Contrajo matrimonio, el 21 de febrero de 1750, con Felipe López Pacheco y Acuña, XII duque de Escalona y otros títulos. Sin descendientes, sucedió su tío:
- Domingo de Colmenares y Contreras, (Valladolid, 1754-Madrid, 10 de diciembre de 1811),[15] XI conde de las Posadas,[2][1] III conde de Polentinos y V marqués de Olivares.[2] Era nieto de Mariana Fernández de Córdoba y Sande, casada con Sebastián de Colmenares y Avilés, I conde de Polentinos.

Casó, en Nápoles el 15 de agosto de 1789, con María Aurelia Caracciolo di Sole, natural de Nápoles, hija de los duques de Venusa.
Rehabilitado en 9 de octubre de 1914 por el nieto tercero del anterior:
- Ricardo de Colmenares y Duque de Estrada (San Sebastián, 29 de septiembre de 1901-Madrid, 1977),  XII conde de las Posadas[1] y VIII conde de Polentinos.[16]

Casó con María Gómez-Acebo y Vázquez-Armero. Le sucedió su hijo:
- Ignacio de Colmenares y Gómez-Acebo (Madrid, 1932-Segovia, 1 de julio de 2023[18]) XIII conde de las Posadas,[1] X conde de Polentinos y X marqués de Olivares.[19]

Casó en Madrid con Isabel Brunet y Caro. Sucedió su hijo:
- Ignacio de Colmenares y Brunet, XIV conde de las Posadas,[20] XI marqués de Olivares y XI conde de Polentinos.

Contrajo matrimonio en 1985 con Leticia de Bustos y Morenés, hija de los duques de Montalto.